# Kaba (stacja kolejowa)
Kaba (węg. Kaba vasútállomás) – stacja kolejowa w Kaba, w komitacie Hajdú-Bihar, na Węgrzech. 
Stacja znajduje się na ważnej linii 100 Budapest – Cegléd – Szolnok – Debrecen – Nyíregyháza i obsługuje pociągi wszystkich kategorii. 

## Linie kolejowe
- Linia 100 Budapest – Cegléd – Szolnok – Debrecen – Nyíregyháza